# La letteratura americana e altri saggi
La letteratura americana e altri saggi è un'antologia dello scrittore Cesare Pavese, che raccoglie tutti i saggi e gli articoli scritti tra il 1930 e il 1950. Il volume, preparato dallo stesso Pavese, venne pubblicato postumo nel 1951 da Einaudi con la prefazione di Italo Calvino.

## Contenuto
Il libro è suddiviso in tre parti con una Appendice tra la prima e la seconda.

### I parte: Scoperta dell'America
La prima parte, intitolata "Scoperta dell'America", riporta saggi su Sinclair Lewis, Sherwood Anderson, Edgar Lee Masters, Herman Melville, O. Henry, John Dos Passos, Theodore Dreiser, Walt Withman, William Faulkner, Gertrude Stein, Francis Otto Matthiessen, Richard Wright; si conclude con un articolo pubblicato su L'Unità di Torino il 3 agosto 1947 intitolato "Ieri e oggi" sulla scoperta della letteratura americana.
L'idea dell'America «barbarica e innocente», primordiale e selvaggia, anti-accademica e nata dal nulla, che si era fatto Pavese - come anche i coevi Elio Vittorini ed Emilio Cecchi - fu un abbaglio: all'epoca non esistevano gli studi di americanistica, ma i miti e le leggende americane, a parte il piccolo cabottaggio del folklore locale, erano tutte di derivazione europea, in mancanza di un Medioevo. Le prime colonie del Nuovo mondo - Massachusetts, Connecticut, Rhode Island - erano la gemmazione coltissima del progetto intrapreso in Inghilterra nel XVI secolo dai grandi dottori dell'anima dell'Università di Cambridge; da questo terreno in soli 5 anni - dal 1850 al 1855 - ebbe luogo la fioritura dei capolavori di Hawthorne, Melville, Emerson, Thoreau, Whitman, che va sotto il nome di American Renaissance. Essi furono il punto di arrivo, e non di partenza, di una tradizione ininterrotta.

### Appendice: Scrittori inglesi
L'Appendice è dedicata agli "Scrittori inglesi" e tratta del romanzo Fortune e sfortune della famosa Moll Flanders di Daniel Defoe, del David Copperfield di Charles Dickens e dei Racconti di mare e di costa di Joseph Conrad, offrendo da ultimo una panoramica delle opere di Robert Louis Stevenson per il centenario della nascita dello scrittore.

### II parte: Letteratura e società
La seconda parte, dal titolo "Letteratura e Società" è composta da quindici saggi di carattere generale: Ritorno all'uomo, Leggere, Il fascismo e gli intellettuali, Di una nuova letteratura, L'influsso degli eventi, Dialogo col compagno (I. Il compagno, II. Le parole, III. Pieretto, IV. Paesi tuoi), Dove batte la storia, "Guerriglia nei Castelli romani", "Il sentiero dei nidi di ragno", Hanno ragione i letterati, L'umanesimo non è una poltrona, Cultura democrazia e cultura americana, Non ci sono generazioni perdute e Intervista alla radio.

### III parte: Il mito
La terza parte tratta del mito e contiene tredici saggi: Del mito, Del simbolo e d'altro, Stato di Grazia, L'adolescenza, Mal di mestiere, La selva, Raccontare è come ballare, Poesia è libertà, Raccontare è monotono, La poetica del destino, Il mito, Discussioni etnologiche, Due poetiche, L'arte di maturare.

## Edizioni
- La letteratura americana e altri saggi, Prefazione di Italo Calvino, Collana Saggi n.148, Torino, Einaudi, 1951.
- in  Saggi letterari, Collana Opere di Cesare Pavese vol.12, Torino, Einaudi, 1968.
- La letteratura americana e altri saggi, Collezione i gabbiani n.90, Milano, Il Saggiatore, 1971.
- La letteratura americana e altri saggi, Collana Gli struzzi n.391, Torino, Einaudi, 1990,  p. 350, ISBN 978-88-06-11860-0.